# Aracar
Aracar je stratovulkán nacházející se v argentinské provincii Salta, nedaleko hranic s Chile. Vrchol sopky je ukončen 1,5 km širokým kráterem, ve kterém se v současnosti nachází malé jezírko.
Vývoj sopky začal již v pliocénu a měl tři hlavní erupční fáze. Stavba sopky je tvořena převážně andezity a dacity. V roce 1993 byla hlášena menší freatická erupce z hlavního kráteru.